# Faxälven
Der Faxälven (auch Faxälv) ist ein schwedischer Fluss, der in südöstlicher Richtung von Jämtland nach Ångermanland fließt, wo er nach ungefähr 340 Kilometern bei Sollefteå in den Ångermanälven mündet.
Er fließt von den Seen Leipikvattnet und Stora Blåsjön an der norwegischen Grenze durch das Seensystem von Ströms Vattudal in den See Sporrsjön, wo er etwa 18 Prozent seines Wassers durch einen zweiten Abfluss, den Fluss Vängelälven, verliert.
Diese Flussbifurkation findet innerhalb des Flusssystems des Ångermanälven statt, da der Vängelälven ein Zufluss des Fjällsjöälven ist, einem weiteren Nebenfluss des Ångermanälven.
Der Faxälven entwässert ein Gebiet von 22.500 km² und hat eine mittlere Wasserführung von 145 m³/s.
Am Faxälven liegen die Orte Strömsund und Ramsele.